# Der Major und die Stiere
Der Major und die Stiere ist ein deutscher Spielfilm von Eduard von Borsody. Die Hauptrollen spielen Attila Hörbiger, seine Tochter Christiane Hörbiger und Fritz Tillmann. Die gleichnamige Romanvorlage stammte von Hans Venatier.

## Handlung
Deutschland bei Kriegsende 1945. Bayern wird von den Amerikanern besetzt, und eines Tages ziehen die GIs auch in der Dorfgemeinde Kreuting ein. Die amerikanischen Besatzer wundern sich sehr, dass man sie so gastfreundlich empfängt, halten sich aber zunächst an das von ihrem Vorgesetzten Major William Sunlet verhängte Fraternisierungsverbot. Doch bald kommen die einstigen Feinde einander näher. Als erstes bricht das Eis zwischen einem jungen Amerikaner und einer noch halbwüchsigen Bauernmaid: Der junge GI Sergeant Bobby verliebt sich nämlich in die hübsche Tochter des alteingesessenen Großbauern Kolterner, Marie. Dennoch geraten die hartleibigen US-Boys immer wieder mit den störrischen und sturköpfigen Bauern des Dorfs zusammen, die sich partout nichts von den neuen Herren sagen lassen wollen und als erprobte Dickschädel stets mit dem Kopf durch die Wand wollen. Als besonders unnachgiebig zeigen sich vor allem der Kolternerbauer und der Major, zwei Sturköpfe, die trotz großer Unterschiede erstaunlich ähnlich gestrickt sind.
Jeder Versuch von Harmonie wird von den Besatzern anfänglich noch als Regelverstoß geahndet. Als besonders scharfer Regelbefolger erweist sich der CIC-Leutnant Houseman. Er setzt statt auf Verbrüderung auf Umerziehung. Und so wird der vermeintliche Querulant Kolterner zum neuen Bürgermeister ernannt, in der Hoffnung, den alten Sturkopf auf diese Weise disziplinieren zu können. Doch der denkt gar nicht daran und wandert prompt ins Gefängnis. Nun hat der Major plötzlich ein ganz anderes Problem am Hals: Wer kümmert sich jetzt um dessen Stiere? Die haben einen Anführer, der ausgerechnet Adolf heißt und ausschließlich auf den Großbauern hört. Dem Major bleibt gar nichts anderes übrig, als den Kolternerbauer wieder auf freien Fuß zu setzen. Als es zu einer Hochwasserflut kommt, sind beide Seiten gezwungen, Hand in Hand zusammenzuarbeiten. So entsteht schließlich ein Grundvertrauen. Am Ende haben die Kreutinger gezeigt, was wahre Bauernschläue bedeutet. Mit viel Gewitztheit und Raffinesse wurden die Gegner einer allgemeinen Verständigung und Verbrüderung Stück für Stück übertölpelt und ausgelacht, bisweilen sogar verjagt und verprügelt. Es siegt die Harmonie, und das Dorf stellt zu Ehren des wieder abrückenden Majors ein Schützenfest auf die Beine. Aus Gegnern sind Freunde geworden.

## Produktionsnotizen
Die Dreharbeiten begannen am 25. Juli 1955 und endeten am 27. September desselben Jahres. Gedreht wurde im Atelier in Wiesbaden sowie auf dem Freigelände in München-Geiselgasteig. Die Uraufführung fand am 28. Oktober 1955 im Wiesbadener Scala-Kino statt.
Adolf Hannemann wirkte als Produktionsleiter. Ernst Schomer entwarf die von Paul H. Koester ausgeführten Filmbauten. Herbert Grieser war Maskenbildner., Fred Louis Lerch Aufnahmeleiter.
Die während der Dreharbeiten erst 16-jährige Christiane Hörbiger gab hier unter dem Namen Christel Wessely-Hörbiger ihren Einstand vor der Kamera.

## Kritiken
Der Spiegel urteilte: „Es scheint, daß zehn Jahre Abstand genügen, um die ersten Besatzungswehen zum deftig-komischen und jeden guten Mann befriedigenden Abenteuer zu verklären.“
Bei Filmdienst heißt es: „Um Völkerverständigung bemühte Komödie, die den Versuch der Umerziehung karikiert; auf Situationskomik ausgerichtet, oberflächlich und nicht immer geschmackssicher.“